# Dürener Turnverein 1847 2015-2016
Questa voce raccoglie le informazioni riguardanti il Dürener Turnverein 1847 nelle competizioni ufficiali della stagione 2015-2016.

## Organigramma societario
Area direttiva
- Presidente: Rüdiger Hein

Area tecnica
- Allenatore: Anton Brams
- Allenatore in seconda: Stefan Falter
- Assistente allenatore: Kai Niklaus, Helmut Schmitz, Joseph Trinsey
- Scout man: Felix Jülicher, Jan Lichte

Area sanitaria
- Medico: Manfred Berger, Jörn Hillekamp, Stefan Lukowsky, Gerd Schloemer
- Fisioterapista: Jonas Runge, Anja Zehbe

## Rosa
| N° | Nome                | Ruolo | Data di nascita  | Nazionalità sportiva |
| -- | ------------------- | ----- | ---------------- | -------------------- |
| 1  | Blair Bann          | L     | 26 febbraio 1988 | Canada               |
| 2  | Rudy Verhoeff       | C     | 24 giugno 1989   | Canada               |
| 4  | Matthew West        | P     | 1º ottobre 1993  | Stati Uniti          |
| 5  | Dennis Barthel      | S     | 21 marzo 1996    | Germania             |
| 6  | Shibo Yu            | P     | 6 dicembre 1987  | Cina                 |
| 7  | Oskar Klingner      | C     | 15 marzo 1991    | Germania             |
| 8  | Bas van Bemmelen    | C     | 18 agosto 1989   | Paesi Bassi          |
| 9  | Marvin Prolingheuer | S/O   | 29 giugno 1990   | Germania             |
| 10 | Matthias Pompe      | S     | 15 febbraio 1984 | Germania             |
| 11 | Brook Sedore        | S     | 22 aprile 1993   | Canada               |
| 12 | Michaël Parkinson   | C     | 23 novembre 1991 | Paesi Bassi          |
| 13 | Sebastián Gevert    | S/O   | 23 giugno 1988   | Cile                 |
| 14 | Jaromir Zachrich    | C     | 14 aprile 1985   | Germania             |
| 18 | Jan-Philipp Marks   | S     | 3 aprile 1992    | Germania             |